# 薩拉托加鎮區 (阿肯色州霍華德縣)
薩拉托加鎮區（英語：Saratoga Township）是位於美國阿肯色州霍華德縣的一個行政鎮區。

## 地方資料
薩拉托加鎮區的面積為55.64平方千米，當中陸地面積為47.86平方千米，而水域面積為7.78平方千米。根據2010年美國人口普查的數據，當地共有人口214人，而人口密度為每平方千米3.85人。